# Prittriching
Prittriching (umgangssprachlich Burching) ist eine Gemeinde im oberbayerischen Landkreis Landsberg am Lech.

## Geografie
Prittriching liegt in der Planungsregion München. Die Gemeinde ist die nördlichste Gemeinde im Landkreis Landsberg am Lech. Im Westen der Gemeinde fließt der Lech. Im Osten begrenzt der Leitenberg, eine Endmoräne, den Siedlungsbereich. Das Dorf wird von der Friedberger Ach, in dieser Region auch als der Verlorene Bach bezeichnet, durchquert.
Die Gemeinde besteht aus den zwei Gemeindeteilen und Gemarkungen Prittriching (Pfarrdorf) und Winkl (Pfarrdorf).

## Religion
Prittriching ist ein traditionell katholisch geprägtes Pfarrdorf, das nachweislich rund 900 Jahre lang von verschiedenen bedeutenden Klöstern aus dem Oberland und aus Bayerisch-Schwaben geprägt wurde. Die beiden wertvoll ausgestatteten katholischen Kirchen Peter und Paul sowie die Frauenkirche dominieren neben einigen Kapellen bis heute das Ortsbild.
| Jahr         | Bevölkerung | römisch-katholisch | evangelisch-lutherisch | andere und religionslose |
| ------------ | ----------- | ------------------ | ---------------------- | ------------------------ |
| 25. Mai 1987 | 1863        | 1702               | 101                    | 60                       |
| 9. Mai 2011  | 2417        | 1808               | 181                    | 428                      |

## Geschichte

### Vor- und Frühgeschichte
Prittriching liegt heute eingebettet in eine uralte Kulturlandschaft. Archäologische Prospektionen belegen auf der östlich des Ortes gelegenen Rißmoräne „Leitenberg“ eine bronzezeitliche Siedlung sowie ein frühmittelalterliches Reihengräberfeld. Zudem konnten unmittelbar östlich von diesem Bereich eingeebnete vorgeschichtliche Grabhügel und kaiserzeitliche römische Brandgräber festgestellt werden. Auch an anderen Stellen rund um die Grenzen des heutigen Ortes konnten vor- und frühgeschichtliche Siedlungsstellen sowie eine spätlatènezeitlicher Siedlungsbereich abgegrenzt werden. Der heute etwas weiter westlich vorbeifließende Lech, der bis in die jüngste Zeit für teils verheerende Überschwemmungen sorgte, hatte in vorgeschichtlicher Zeit zumindest zeitweilig ein Flussbett unterhalb der Moräne. Nach geoarchäologischen Untersuchungen war dieser Bereich bis in die Neuzeit stark vernässt. Daher fand zwischen dem Leitenberg und der den Ort durchquerenden Jahnstraße bis ins 20. Jahrhundert keine tiefgreifende bauliche Verdichtung statt.
Durch die geplante Bebauung eines bisher siedlungsgeschichtlich unerschlossenen Gebietes im Karree zwischen Jahnstraße, Eglinger Straße und Leitenbergstraße wurden 2016 archäologische Ausgrabungen notwendig, die das Bayerische Landesamt für Denkmalpflege verordnet hatte. Dabei konnten nach einer umfassenden Sondage ausschließlich innerhalb eines konzentrierten Abschnitts an der Leitenbergstraße frühgeschichtliche Befunde festgestellt werden. Es handelt sich dabei um zwei runde Lochtennen, die der Keramikherstellung gedient haben. In unmittelbarer Nähe wurde ein rechteckiger, insgesamt über zehn Meter langer Ziegelbrennofen aufgedeckt, der eine halbrunde Apsis besaß, die ursprünglich ebenfalls als solitäre, runde Lochtenne erbaut worden war. Der vom Landesdenkmalamt beauftragte Ausgräber Peter Priadka sowie der Archäologe Lutz Kunstmann verorteten die Anlagen vorsichtig in eine zeitnahe Epoche der Spätantike. Die Grabungen bestätigen damit eine Besiedlung des Prittrichinger Raumes in römischer Zeit.

### Mittelalterliche Gründung
Möglicherweise können die Ortsgründungen mit der Endung -ing auf frühe germanische Besiedlungen zurückgeführt werden. Da sich die lokalen Orte mit der Endung -ing ganz grob am Verlauf der beiden alten Römerstraßen, der Via Claudia Augusta und der Brennerstraße orientieren, könnte es nach dem Rückzug des römischen Militärs an geeigneten Plätzen zu Neubesiedlungen entlang der alten Trassen gekommen sein. Teilweise könnten auch sporadischen Kontinuitäten auf den römerzeitlich genutzten Fluren vorhanden gewesen sein oder die Neusiedler ließen sich an noch existierenden romanisierten Gehöften nieder.
Eine erste urkundliche Erwähnung geht auf das Jahr 1096 zurück. Brigirchinga wurde damals in einer Güterbeschreibung der Domdekanei Augsburg verzeichnet. In diesem Jahr hatte der gebannte Kaiser Heinrich IV. (1050–1106) mit Hermann (um 1060–1133) einen neuen Bischof von Augsburg erhoben. Damals lag Prittriching im Machtbereich der Welfen. Das Kloster Wessobrunn hatte dort Besitzungen. Wie die beiden katholischen Kirchen im Ort noch heute zeigen, bestand das Dorf ursprünglich aus zwei Ansiedlungen, dem Ober- (Sankt Peter und Paul) und dem Unterdorf (Frauenkirche).

### 12. bis 14. Jahrhundert
Das älteste erhaltene Urbar aus den Jahren 1160/1165 zählt für Bridrichinen im Klosterkämmereramt der Augsburger Benediktinerabtei Sankt Ulrich und Afra 15 Hufen, eine Mühle und eine Taverne. Dieser klösterliche Grundbesitz geht auf Schenkungen und Zukäufe zurück. Im zweiten Viertel des 12. Jahrhunderts wurden durch die Ministerialenfamilien de Prittriching und de Steinbach zusammen sechs Schenkungen vollzogen. So stiftete unter anderem Bernhard de Steinbach seinen ganzen Besitz (totum allodium) im Herzogtum Baiern (norica terra), darunter Grund in Prittriching, an die Augsburger Abtei, als er sich dorthin vor 1150 zurückzog, um seinen Lebensabend zu verbringen.
Weitere Schenkungen betrafen unter anderem eine Adelheid, die ein wohl in Prittriching gelegenes Gut (praedium) dem Augustinerchorherrenstifts Dießen überließ. Als Salmann trat hier ein Konrad de Ambingen auf. Zeugen waren Marcelinus und Heinrich de Pridrichingen. Der Priester Adalbero von Schmiechen übergab die Rechte dem Kloster. Eine andere Schenkung in dieser Zeit geht an das Kloster Raitenbuch. Ein Heinrich mit seiner Gemahlin überlassen ein Gut der Benediktinerabtei Sankt Ulrich und Afra. Hier treten als Zeugen unter anderem Arnis, Macelinus, Ulrich und Berthold de Prittriching als Zeugen auf. Wizemann de Bridirichingen stiftet an die Abtei ein kleines, in Prittriching gelegenes Landgut sowie ein Haus (praediolum et unus doma). Ein weiterer Heinrich spendet aus demselben Ort an Ulrich und Afra eine Hufe (una hoba) wobei unter anderem Burggraf Witego sowie Siegfried de Prittriching seine Zeugen sind. Roland de Briderchingen verkauft für 20 Talente ebenfalls ein praedium. Zeugen sind hier unter anderem die Brüder Konrad und Heinrich de Weilheim und Wizemann de Prittriching. Neben dieser genauer aufgelisteten Auswahl an Schenkungen erhielten auch die Klöster Wessobrunn und Kloster Benediktbeuern Besitz in Prittriching.
Einigen Angaben zufolge soll die Pfarrkirche Sankt Paul, die später in Peter und Paul umgeweiht wurde, zwischen 1173 und 1204 gegründet worden sein. Festzuhalten ist jedoch lediglich, dass laut einer überlieferten Urkunde Ortlieb, der Propst des Klosters Dießen, die Kirche in Prittriching noch vor 1204 aus eigenem Vermögen gegründet haben soll. Trotz dieser Überlieferung ist es jedoch wahrscheinlicher, dass der Propst die Kirche lediglich neu ausstatten ließ, da das Gotteshaus eine Eigenkirche des Andechser Markgrafen Heinrich IV. von Istrien (um 1175–1228) war. Möglicherweise bestand eine Absprache zwischen dem Propst und Heinrich IV. zur Überlassung der Kirche an das Stift. Wie die de Prittrichings und die de Steinbachs beschenkten auch die Grafen von Andechs ihr Hauskloster Dießen mit reichen Besitzungen. So erhielt Dießen von Heinrich IV. am 2. August 1213 unter anderem den vom Kloster selbst neu ausgestatteten Prittrichinger Kirchensatz Sankt Peter als Jahrtagsstiftung, einer zeitlich begrenzen kirchlichen Stiftungsform, die bis zum 24. März 1223 lief. Unmittelbar im Anschluss an das Ende der Jahrtagsstiftung inkorporierte der Augsburger Bischof Siegfried III. von Rechberg († 1227) die Kirche noch am 24. März 1223 dem Kloster Dießen. Im Jahr 1453 wurde dann auch die Pfarrei selbst in das Stift Dießen eingegliedert. Dieses Inkorporationsverhältnis, das am 20. April 1453 durch Papst Nikolaus V. (1397–1455) bestätigt wurde, bestand bis zur Säkularisation in Bayern.
Nach der bayerischen Landesteilung im Jahr 1255 fielen die zunächst welfischen und dann staufischen Besitzungen im Ammergau und am Lech an den oberbayerischen Landesteil. Prittriching kam so an das nach 1268 entstandene Amt Landsberg.
Am 7. September 1271 werden die Truchsessen Berthold von Waldburg und sein Onkel Eberhard als Lehensträger eines halben bischöflichen Zehnten in Prittriching urkundlich genannt. Auf Bitten ihres Oheims Siegfried von Algertshausen gaben sie dem Augsburger Bischof Hartmann von Dillingen († 1286) dieses Lehen zurück, nachdem sie es zunächst von diesem erhalten hatten. Anschließend übereignete der Bischof am 16. Oktober 1271 dieses halben Zehnten dem Stift Dießen.
Im 13. Jahrhundert erhielt der Ort ein Dorfgericht. Das Herzogsurbar aus der Zeit um 1280 vermerkt dazu, dass die adeligen Schenken von Winterstetten dieses Gericht ohne Rechtsgrundlage innehatten. Im Jahr 1354 erhielten dann die beiden Zwerger Otto und Wolfhart das Dorfgericht in Prittriching zugesprochen. Laut diesem Dokument bestand Bridrichinge zu dieser Zeit aus einem Mühllehen sowie 2 Höfen und 15 Hufen.
Am 3. August 1329 erhielt das Dießener Stift das volle Eigentum über einen weiteren Teil des Zehnten in Prittriching. Diesmal handelte es sich um den dritten Teil des Zehnten, der durch Schenkung des Ritters Heinrich von Schmiechen und in Übereinstimmung mit dessen Bruder Stephan als Seelgerät dienen sollte.
Im 14. Jahrhundert erwarb das Kloster Polling 13 Höfe in Prittriching. Auch die Abtei Sankt Ulrich und Afra blieb dort Grundherr, wie ein Gültbuch aus dem Jahr 1391 belegt. Es erwähnt im Sprengel des Baudings (grundherrliches Gericht) Prittriching den brach liegenden Hof von Lutz Judmann von Wabern sowie zwei weitere Hufe. Die Herkunft der beiden letztgenannten Hufe ist nicht geklärt. Möglicherweise gingen sie im 13. Jahrhundert an die Abtei.

### 15. Jahrhundert
Am 18. Mai 1459 beurkundete der Konvent des Klosters Dießen unter Propst Konrad, dass auf Veranlassung von Berchthold Welsch, verstorbener Pfarrer von Geltendorf, zwei Bürgerinnen aus Augsburg sowie „etlicher frommer Leut zu Bridrichingen“ eine immerwährende Frühmesse in Prittriching eingerichtet worden sei. Für den Unterhalt eines Frühmessers waren ausreichende Quellen zusammengetragen worden, darunter „Herrn Berchthold’s Gütlein zu Bridrichingen“. Lehensherr dieses Frühmeßbenefiziums sollte der jeweilige Propst von Dießen sein. Am 10. November 1459 wurde diese Stiftung vom Augsburger Bischof Peter von Schaumberg (1388–1469) bestätigt. Ursprünglich sollte die Frühmesse immer in der Pfarrkirche gelesen werden. Dies änderte sich erst 1669.
In den 1460er Jahren wanderte der Prittrichinger Schuster Claus Welser († 1500) nach Landsberg aus und wurde dort von 1486 bis 1491 als Ratsherr tätig. Im Anschluss daran hatte er das Amt eines Ratsdieners inne.

### 16. Jahrhundert

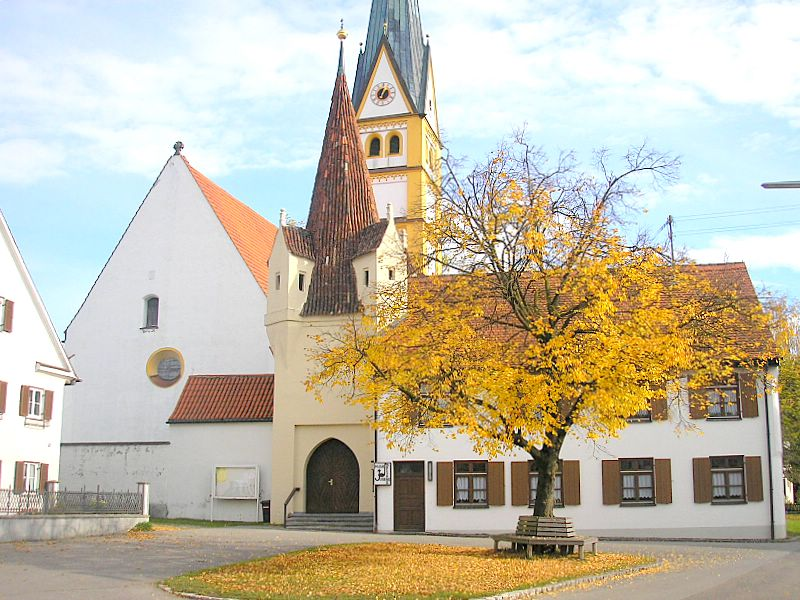
Das Wahrzeichen der Gemeinde: Die Frauenkirche mit dem zur Friedhofsbefestigung gehörenden spätgotischen Spatzenturm

Während der zweiten Hälfte des 15. Jahrhunderts wurde die Pfarrkirche Sankt Peter und Paul im spätgotischen Stil als Saalbau mit eingezogenem Polygonalchor neu errichtet. Zu dieser Zeit entstand auch die Kirche Unserer Lieben Frau mit ganz ähnlicher baulicher Grundkonzeption neu. Die Frauenkirche erhielt zusätzlich eine Friedhofsbefestigung mit Schießscharten, Zinnen und U-förmigem Schalenturm. Der Zugang wurde durch einen aufwendigen Torturm, dem Spatzenturm, gesichert, dessen Zugang sich nach Westen, zur Hauptstraße hin, öffnete. Sein Spitzhelm wird seitlich durch über Eck gesetzte Dacherker betont. In der Pfarrkirche haben sich insbesondere im Bereich der Empore noch sichtbare Reste der spätgotischen Ausstattung erhalten.
In einem 1467 und 1498 geführten Rechtsstreit, den Prittriching und Ottmarshausen wegen eines Holzschlags führten, wird der Ort als Bridrichen genannt.
Um Herrschaften aufzubauen und den Besitz zu konzentrieren, kam es im 15. Jahrhundert vielfach zu Veräußerungen von Gütern.
Unter Abt Melchior von Stannheim benötigte die Benediktinerabtei Sankt Ulrich und Afra zudem viel Geld für den Neubau der 1466 wegen Baufälligkeit abgebrochenen hochmittelalterliche Kirche St. Ulrich und Afra, der als Backsteinbau ausgeführt wurde. Welche Siedlungen von den Veräußerungen betroffen waren, ist bekannt, doch blieb deren Abgangsjahr nicht erhalten, da die Verkaufsurkunden den Käufern übergeben wurden. Mutmaßlich war es Abt Melchior, der in der 2. Hälfte des 15. Jahrhunderts mehrere Höfe in Prittriching zu Geld machte.

### 17. Jahrhundert
Der heute insbesondere wegen der Gründung des Deutschen Museums in München bekannte Ingenieur Oskar von Miller (1855–1934) hat Wurzeln in Prittriching. Sein ältester bekannter Vorfahre ist ein um 1615 in Prittriching geborener Soldat namens Johann Miller. Der Sohn und Enkel des Soldaten Johann Miller waren Gabrielbauern in Prittriching.
Am Nordende des Pfarrdorfs wurde während des Dreißigjährigen Krieges im Jahr 1622 eine Sankt-Jakobs-Kapelle errichtet, in der unter anderem Kirchweih und Patrozinium gefeiert wurde.
Am 3. Oktober 1633 kam es in Bridrichingen zu einem Überfall von bayerischen Arkebusier-Reitern der katholischen Ligatruppen unter dem Reitergeneral Johann von Werth (1591–1652) auf ein Korps aus schwedischen Regimenter, teilweise aus der Besatzung in Augsburg, die befehligt wurden von Oberst Claus Dietrich von Sperreuth (um 1600–1653), dem Sperreuther. Nach einem Raubzug gegen Landsberg waren die Schweden mit mehreren Regimentern auf dem Rückmarsch nach Augsburg. Das Regiment des Sperreuthers, das am Ort lagerte, wurde von den bayerischen Reitern nachts überfallen und total besiegt. Der Ort wurde abgebrannt. Der schwedische Kommandeur – der Sperreuther – konnte mit Glück entkommen. Ein ähnlicher Überfall auf die Quartiere der anderen Regimenter des Sperreuthers bei Gunzenhausen wiederholte sich am 11. Oktober. Beide Überfälle waren für die schwedischen Truppen unter deren Oberbefehlshaber Bernhard von Sachsen-Weimar schwere Rückschläge im Kampf um Regensburg für den geplanten Marsch donauabwärts nach Regensburg. Für Prittriching bedeutete das Geschehnis, dass 140 Gebäude entweder stark beschädigt oder zerstört wurden.
1669 wurde vor dem bischöflichen Generalvikar in Augsburg ein Übereinkommen geschlossen, das die Gottesdienste der beiden Dorfkirchen neu regelte. So hatten sich unter anderem an den Sonntagen beide Gotteshäuser mit der Messe abzuwechseln. Der Benefiziumsvikars, der im Ort das Frühmeßbenefizium innehatte, sollte an allen Sonn- und Festtagen in der Kirche die Frühmesse lesen, in der an diesem Tag kein Gottesdienst gefeiert wurde.
Am 11. Oktober 1680 brannte in Prittriching das Söldhäusl des Schneiders Hans Schmidt und der danebenstehende Stadel des Benefiziumsvikars ab. Wie Zeugenaussagen belegen, geschah dies wahrscheinlich durch Unachtsamkeit der kleinen Schneiderstochter.
In der Frauenkirche, die gegen Ende des 17. Jahrhunderts barockisiert wurde, bestand schon lange eine Rosenkranzbruderschaft, die am 27. Oktober 1689 erneuert wurde und seit dem 12. März 1700 mit bischöflich genehmigten Statuten ausgestattet war.

### 18. Jahrhundert
Von 1710 bis 1741 führten die Frühmesser von Prittriching vor dem bischöflichen Konsistorium in Augsburg einen Rechtsstreit mit dem Kloster Ettal. Es ging um die ihnen 1459 zugesprochenen ganzen und geteilten Zehnten aus Steinach. Ettal beanspruchte diesen Zehnten jedoch für seine Pfarrei in Merching. Am 7. Februar 1741 entschied die kirchliche Versammlung zugunsten der Frühmesser. Im gleichen Jahr wurde das Haus der Benefizianten nahe der Frauenkirche neu erbaut. Auf dem Grund hatte zuvor ein Sölde des Klosters Polling bestanden, die um 1600 getauscht worden war. Der Vorgängerbau für die Frühmesser hatte sich weiter entfernt befunden.
Im Jahr 1724 berichtet ein Frühmesser über den von ihm wahrgenommenen Sittenverfall in Prittriching:
„Ist der schädliche Mißbrauch fast aller Orthen auf dem Land eingeschlichen, daß die Bauernbuben und Knecht ihre Truchen und Gewand bey und in der Menscher und Magdschlafkammer haben und zu morgens vor dem Gottesdienst vo einander bis aufs Hemd, ja die Hembder gar von einander abziechen und anlegen.
Die Bauernmenscher gehen zu den Bueben und Knechten ins Bad hinein und baden miteinander, was vor Sachen vorbey gehen ist nit zu sagen und wissen und gedulden die Bauern und Hausväter. Bei den Tänzen gehet nit nur allein das freche Halsen starckh in Schwung, sondern auch die unverschambare Röden, Tactus etc. und bey disen Dänzen erscheint die Jugent von 5, 6, 8 10 und 12 Jahren häuffig und die Mietter tragen ihre Kinder, so noch nit gehen können, auf den Armen dazu, ist also kein Wunder, daß jetziger Zeit die Jugent also verderbt.“
Offensichtlich war der Frühmesser nicht sehr beliebt, denn die Knechte und Buben „schreyen, singen, iauchsgen, schnalzen und schnöllen mit ihren Gaißlen“ ihm zum Trotz und mit Vorliebe vor den Kirchen und geistlichen Häusern sowie während der Messe.
Für Musik in der Prittrichinger Pfarrkirche sorgte ab 1728 eine sechsregistrige Orgel, die nach der Barockisierung 1753 erneut aufgestellt wurde. In der Zeit danach unterlag sie mehrfachen Restaurierungen und wurde erst 1905 durch das bis heute genutzte Instrument, ausgestattet mit einem neobarocken Prospekt, ersetzt.
Die Frauenkirche wurde im Inneren um 1730/1740 erneut dem Zeitgeschmack angepasst. Sie erhielt Wessobrunner Stuck aus der Werkstätte der Stuckateursfamilie Schmuzer, den Figurenschmuck besorgte Lorenz Luidl (um 1645–1719). In diesem Zuge musste auch die altersschwache Orgel der Frauenkirche im Jahr 1740 durch den Prittrichinger Schmied Michael Eggerth und den Geretshauser Glaser Matthäus Hammer renoviert werden. Im Jahr 1896 wurde dann diese Orgel demontiert und ein neues Werk mit einem Neorokokoprospekt eingebaut.
Mitte des 18. Jahrhunderts hatte das reichsunmittelbare Domkapitel von Augsburg und das Kloster Dießen immer noch grundherrschaftliches Eigentum in Prittriching. Außerdem gab es dort adeligen Grundbesitz. Ebenfalls während der Mitte des 18. Jahrhunderts war Johann Georg Sporer als Pfarrer in Bidriching tätig. Sporer verfasste fromme Literatur, darunter das in Prittriching erstellte und 1752 in Augsburg gedruckte Maria Allhier Ein wundervoller Freud-, Trost- und Gnaden-Stern Vorgestellt In dem Aufgang. Außerdem beschäftigte er sich mit der Konzeption von Programmen für Kirchenausstattungen. Hierzu blieb im Pfarrarchiv Schwabmühlhausen eine Rechnung erhalten:
„Herrn Pfarrer zu Bridriching Johann Georg Sporer wgen mahler Gedanckhen zu der frescoarbeith 10 fl dann auch wegen dem Gedancken zum neuen Chor-Altarblatt 5 fl 15 kr zusammen verehrt 15 fl 15 kr“

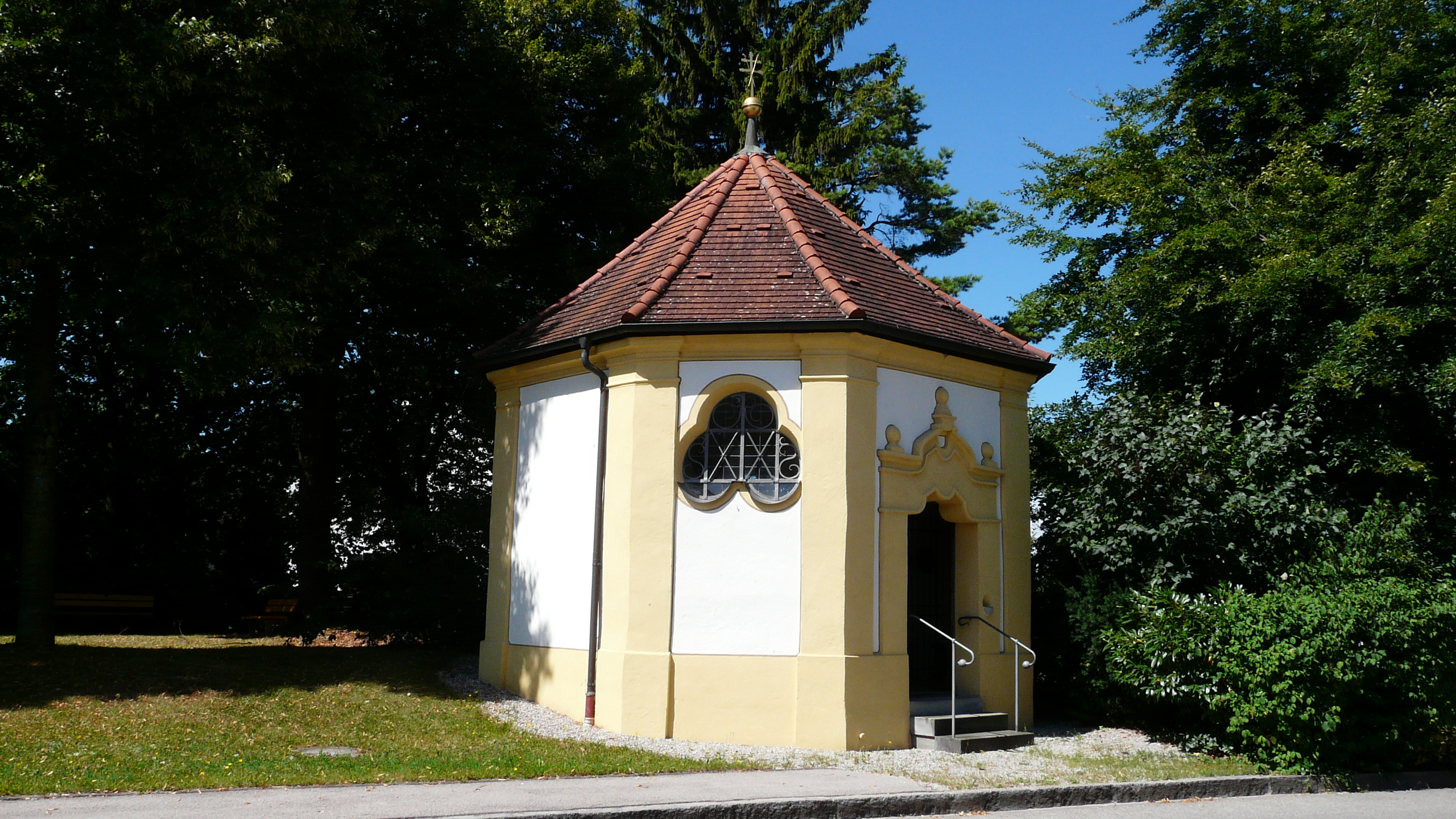
Die 1756 errichtete Sankt-Jakobs-Kapelle

Diese Tätigkeit lässt den Schluss zu, dass Sporer auch für das Bildprogramm der von bedeutenden Künstlern barockisierten Prittrichinger Pfarrkirche Sankt Peter und Paul verantwortlich zeichnet. Das dortige Deckenfresko Martyrium der Kirchenpatrone wurde 1753 von Johann Anwander (1715–1770) gestaltet, das Hochaltarbild stammt von Johann Georg Bergmüller (1688–1762) und die Figurengruppen erarbeitete um 1755 Franz Xaver Schmädl (1705–1777). Der Wessobrunner Stuck wird Franz Xaver Feuchtmayer (169–1763/64) zugeschrieben.
Neben dieser regen Bautätigkeit an den Prittrichinger Kirchen wurde 1756 durch den Landsberger Baumeister Nikolaus Schütz (1693–1785) die Sankt-Jakobs-Kapelle als Zentralbau an der heutigen Hauptstraße errichtet.
Wie historische Dokumente bezeugen, wurden im 18. Jahrhundert für den Bau bedeutender Kirchen trotz hoher Frachtkosten auch Ziegeleien von weit entfernten Orten hinzugezogen. So kamen beim Bau der Heilig-Kreuz-Kirche in Landsberg auch Backsteine der von alters her tätigen Prittrichinger Ziegeleien zum Einsatz.
1792 gehörte Prittriching zum Rentamt München und als landgerichtsunmittelbarer Ort zum Landgericht Landsberg des Kurfürstentums Bayern.

### 19. Jahrhundert

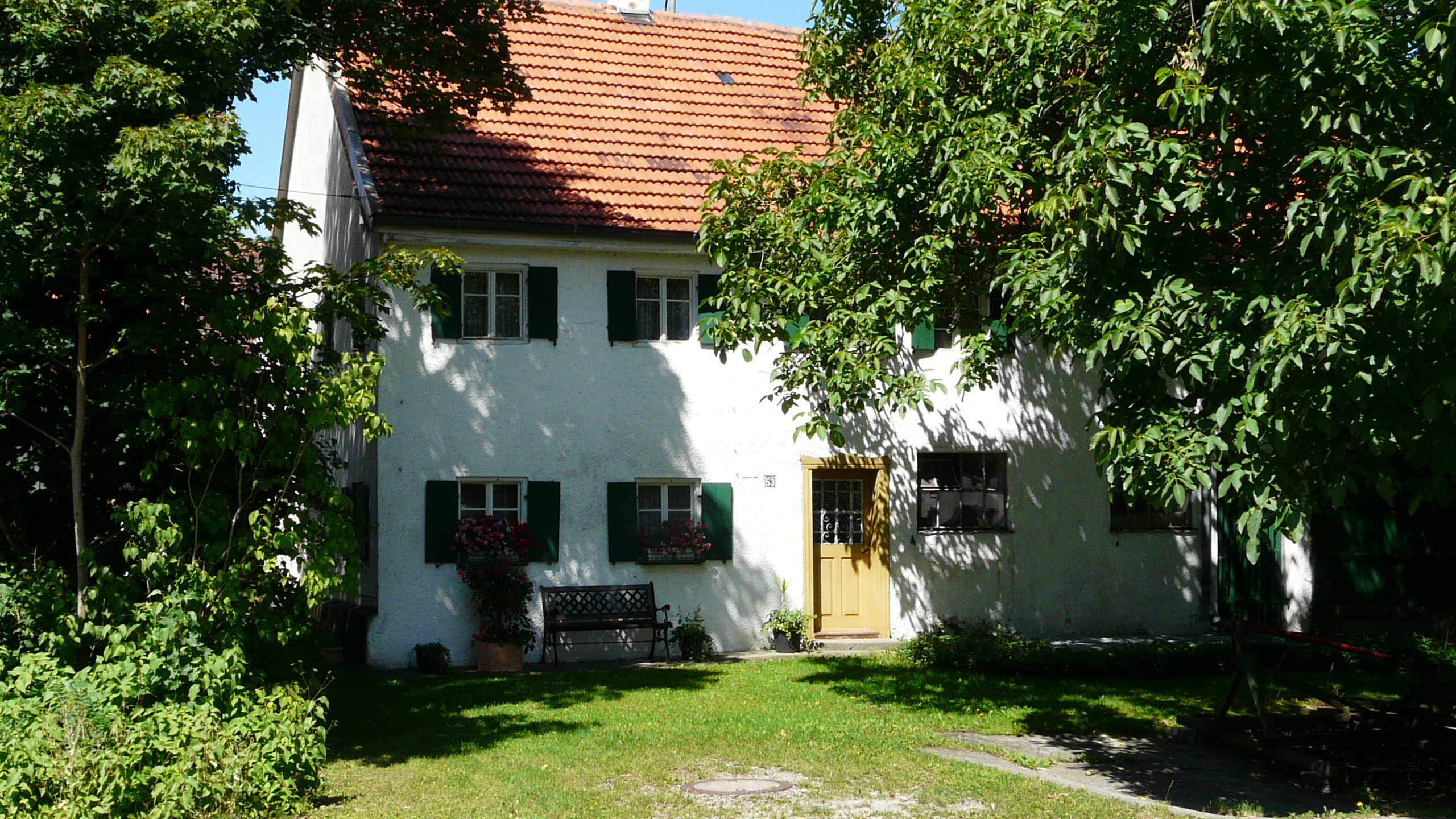
Altes Bauernhaus in Prittriching

Im Januar 1800 marschierten französische Truppen in Kaufering ein. Der dortige Pfarrer Dominik Eibel, der früher sechs Jahre lang als Frühmesser in Bridriching tätig gewesen war, floh mit den Bewohnern von Kaufering in das abgelegene Prittriching. Der 1750 geborene Pfarrer hatte sich kurz zuvor am Fuß einem Aderlass unterzogen. Die Wunde brach auf der Flucht auf. Nachdem er an den Folgen verstorben war, wurde er am 18. Januar 1800 in Prittriching begraben.
Am 13. Mai 1806 wurden in Bayern Steuerdistrikte verordnet. Danach teilte das Landgericht Landsberg seinen Amtsbezirk in 58 Steuerdistrikte ein, wovon einer auf Prittriching fiel.
Für 1817 werden 133 Häuser im Pfarrdorf gezählt. Im Jahr 1818 wurde dann auf Grundlage des Gemeindeedikts die Gemeinde Prittriching gebildet, in der zu diesem Zeitpunkt 138 Familien lebten.
Der letzte Fürstbischof von Augsburg, Clemens Wenzeslaus von Sachsen (1739–1812), erwarb 1810 die Hofmark Schmiechen vom Grafen Joseph Hugo Fugger (1763–1840), seit 1780 Herr von Schmiechen, durch Ankauf. Nach dem Tod von Clemens Wenzeslaus kam die Hofmark ebenfalls durch Kauf über dessen Erben in den Besitz des königlich-bayerischen Geheimen Rats Klemens Wenzeslaus Freiherr von Thünefeld. Zu dieser Zeit gehörten unter anderem fünf grund- und gerichtsbare Familien in Bridriching zur Hofmark.
Im Jahr 1811 brachen die Bewohner von Prittriching die 1622 errichtete Jakobs-Kapelle ab und errichteten aus ihren Steinen die Dorfschule. Der Altar wurde in die 1756 im Dorf errichtete Sankt-Jakobs-Kapelle gebracht, die für ein Marienbild entstanden war.
Im Zuge der Säkularisation in Bayern und dem darauffolgenden Konkordat zwischen dem Heiligen Stuhl und dem Königreich Bayern von 1817 gingen die Rechte und Pflichten für das Frühmeßbenefizium vom 1803 aufgelösten und zwangsenteigneten Kloster Dießen auf den Bayerischen Staat über. Die Benefiziumsvikare wurden nun vom bayerischen König ernannt.
Im Topo-geographisch-statistisches Lexicon vom Königreiche Bayern wird 1832 die heute am östlichen Ortsrand gelegene Einöde Ziegelstadel als zum Pfarrdorf Prittriching gehörend erwähnt, die Einöde Sägmühle jedoch nicht. In Ziegelstadel stand bis in die jüngste Zeit eine Ziegelei. In Ortsnähe fand die Herstellung der Ziegel in Lehmgruben statt, die dann im Stadel luftgetrocknet wurden. Die Ziegelei führte im 19. Jahrhundert ein Ziegelmeister. Der im Dekanat Bayermünching liegende Ort zählte 1832 insgesamt 138 Häuser mit 640 Einwohnern, dazu kam eine Pfarrkirche, der erwähnte Ziegelstadel, vier Wirtshäuser und eine Mühle an der Ruhrach, ein Bach, der auch als Verlornerbach bekannt war. Der Müller auf der als einschichtiges Gut geltenden Sägmühle musste seine Steuern nach Prittriching entrichten. Die Sägmühle befand sich nördlich des Pfarrdorfs, südlich der damaligen Mündung des Verlornerbaches in den Lech.
Prittriching und sein Frühmeßbenefizium mit dem Benefiziumsvikar gehörten auch 1839 kirchenrechtlich zum Dekanat Bayermünching in der Diözese Augsburg im Landgericht Landsberg. Der Prittrichinger Benefiziumsvikar Ferdinand von Predl hatte sich 1842 als Ordentliches Mitglied dem Historischen Verein von und für Oberbayern angeschlossen. Für 1842 werden 137 Häuser mit 650 Einwohnern gezählt. Zusätzlich wird die Mühle, eine Brauerei und die Ziegelei aufgeführt.
Zur Geistlichkeit konnte im 19. Jahrhundert zumeist kein enges Verhältnis aufgebaut werden, da die Pfarrstellen auf königlichen Erlass hin schnellen Umbesetzungen ausgesetzt waren. Als Beispiel dient hier die Besetzung der Benefiziumsvikare zwischen 1832 und 1859:
| Amtszeit                              | Name                                     | Lebensdaten | Anmerkung |
| ------------------------------------- | ---------------------------------------- | ----------- | --- |
| bis 1832                              | Carl Hörger aus Schwabmünchen            | *1806       | kam nach seiner Zeit in Prittriching als 3. Stadtkaplan der Pfarrei Sankt Moritz nach Augsburg                                                                                       |
| 1833 bis 20. Dezember 1839            | Joseph Albert Schilling aus Lauingen     | *1806       | kam nach seiner Zeit in Prittriching auf die Pfarrstelle nach Aidling |
| 1840 bis 24. Juli 1842                | Ferdinand von Predl aus Türkheim         | *1806       | kam nach seiner Zeit in Prittriching auf die Pfarrstelle nach Epfenhausen |
| 1843 bis Juni 1848                    | Peter Paul Zinder aus Pfaffenhausen      | 1814–1866   | Das Frühmeßbenefiziat blieb über das Jahr 1843 offensichtlich weitgehend unbesetzt. Zinder kam nach seiner Zeit in Prittriching als Kurat-Benefiziarvikar nach Burgau                |
| 11. August 1848 bis 12. August 1855   | Franz Seraph Stöckel aus Pottenstein     | 1782–1855   | kam von der Pfarrstelle in Forst bei Wessobrunn nach Prittriching; verstarb im Amt. Der spätere Prittrichinger Benefiziat Joseph Adalbert Schallhammer setzte eine Todesanzeige auf. |
| 28. Oktober 1855 bis 7. November 1858 | Kaspar Wolf aus Dinkelsbühl              | *1805       | war zuvor Privatlehrer in Speyer und kam 1858 auf die Pfarrei Spatzenhausen |
| ab 22. Januar 1859                    | Joseph Adalbert Schallhammer aus Neuburg | *1808       | war zuvor Benefiziat in Unterbergen |

Im Jahr 1845 zählte das zur Diözese Augsburg und dem Dekanat Merching gehörende Prittriching mit der dazugehörenden Einöde Sägmühle insgesamt 692 Einwohner. Dazu gehörte die Filialkirche Unsere Liebe Frau, das Frühmeßbenefizium sowie eine Schule. Zur katholischen Pfarrei des Dorfs, die vom Pfarrer alleine geführt wurde, gehörte damals auch eine Ökonomie mit über 24 Tagwerk Felder, über 11 Tagwerk Wiesen und über 35 Tagwerk Waldungen. Die Gebäude der kirchlichen Landwirtschaft wurden 1861 baulich in Stand gebracht.
Auch im Jahr 1847 gehörte zu Prittriching die Einöde Sägmühle. Der Ort war von 1845 bis 1847 um 74 Personen auf nun 766 Einwohner gewachsen.
Kurz nach der Mitte der 1850er Jahre erhielten die Seitenaltäre der Frauenkirche neue Bilder, die der Nazarener Ferdinand Wagner d. Ä. (1819–1881) malte. Zur selben Zeit, 1853, wurde auch die Pfarrkirche restauriert und dabei Veränderungen an den Fresken vorgenommen. Unter anderem wurde die Überschrift auf dem Chorbogen von MagnI DeI eCCLesIa in Domus Dei et porta coeli verändert. Auch die Seitenaltäre erhielten neue Gemälde von Ferdinand Wagner.
Im Jahr 1861 zählte der Ort 758 Einwohner und 1867 insgesamt 729 Einwohner, wovon mit Ausnahme von zwei protestantischen Bewohnern, alle römisch-katholisch getauft waren.
Ein schlimmes Jahr für das Pfarrdorf wurde das Frühjahr 1868. Am 2. März brach nachts im Haus des Schneidermeisters Josef Haberle bei einem heftigen Sturm Feuer aus. Mit Ausnahme seiner 16-jährigen Tochter kamen fünf Personen, die ganze Familie Haberle, ums Leben. Das Feuer verwüstete noch fünf weitere Häuser, dazu Stadel und Stallungen. Aus drei Häusern konnte das Vieh gerettet werden, alles andere verbrannte. Um sich vor den Fluten des Lech zu schützen, war schon früh mit der Errichtung von Uferschutzbauten begonnen worden, dennoch kam es im Mai desselben Jahres zu einer großen Überschwemmung, bei der die Ortsflure in Mitleidenschaft gezogen wurden. Besonders hart traf es die zu Prittriching gehörende Einöde Sägmühle und den Müller Melchior Miller, der das immer wieder durch Hochwasser bedrohte Anwesen 1857 übernommen hatte. Nachdem die eigenen finanziellen Mittel aufgebraucht waren um seine Existenz zu sichern, wurde auf Bitte von Miller hin eine königliche Anordnung erlassen, die eine Sammlung unter allen Müllern und Bäckern in Ober- und Niederbayern, Schwaben und Neuburg veranlasste und vom Schiffsmüller Andreas Janker verwaltet wurde.
Auffällig ist eine Zunahme strafbarer Delikte während der 2. Hälfte des 19. Jahrhunderts. Im Januar 1852 begannen zwei ledige Burschen aus Prittriching während einer Tanzmusik beim Oberen Wirt in Prittriching eine Messerstecherei, wobei einer der beiden an der Schläfe lebensgefährlich verletzt wurde. Aufgrund geeigneter Bodenschätze hat das Ziegelhandwerk in Prittriching eine lange Tradition. Andreas Ehle, ein wegen schwerer Eigentumsdelikte bekannter Krimineller, hatte hier nach seiner Strafentlassung als Ziegelarbeiter ein Einkommen gefunden. Er machte sich 1871 bei dem Prittrichinger Söldner Johann Welzmüller durch Einbruch und Gelddiebstahl erneut strafbar und wurde nach seiner Ergreifung vom zuständigen Schwurgericht zu achteinhalb Jahren Zuchthaus verurteilt. Ein anderer Fall, der sich bereits 1867 ereignete, betraf den Prittrichinger Lorenz Mahl, der wegen Unterschlagung und Diebstahl gesucht wurde und mit dem Dienstbuch eines anderen Prittrichingers als Bahnarbeiter bei Pleinfeld untergetaucht war. 1874 wurde vom Bezirksgericht Weilheim gleich zwei Prittrichinger, der Schmied Jakob Dellinger und der Häusler Georg Berkmann wegen gemeingefährlichen Vergehens verurteilt. Da Berkmann auch der Wilderei beschuldigt wurde, erhielt er eine Gefängnisstrafe von 33 Tagen.
Im Jahr 1870 brannte in Prittriching ein Sölde ab, die Brandursache blieb unbekannt. Im Jahr 1877 hatte das Pfarrdorf 696 Einwohner. Für denselben Zeitraum finden sich erste Nachweise einer Blasmusikkapelle in Prittriching nachgewiesen.
1855 war im heutigen Walzeranwesen der Musiker und Komponist Leonhard Peischer geboren worden. Dieser hatte schon blasmusikalische Erfahrungen, als er in das 1. Bayerische Infanterieregiment eintrat und dort zum ersten Trompeter der Regimentsmusik aufstieg. Nach seinem Ausscheiden wurde er Leiter der Prittrichinger Blaskapelle, die bereits um 1870 bestanden haben muss.

### 20. Jahrhundert

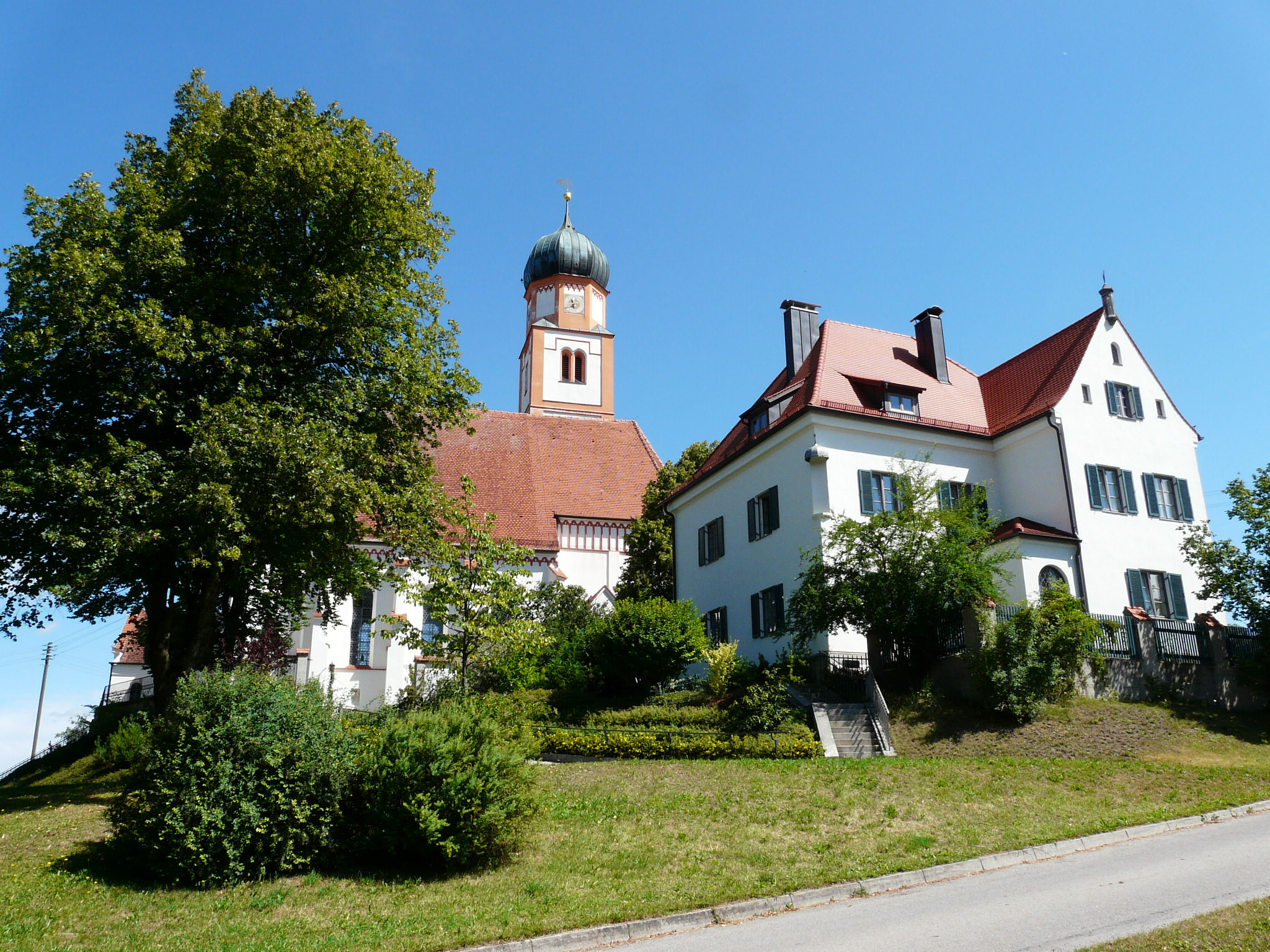
Das 1905/06 errichtete Pfarrhaus

Im Jahr 1903 wurde für Prittriching und Umgebung ein Bienenzucht- und Obstbauverein gegründet, der dem Landwirtschaftlichen Bezirksverein Landsberg angeschlossen war. In den Jahren 1905/1906 entstand bei der Pfarrkirche Sankt Peter und Paul das Pfarrhaus als zweigeschossiger Walmdachbau neu. 1910 wurde ein neues Schulhaus mit Krüppelwalmdach und Dachreiter errichtet, das heute an der Schulstraße 12 liegt.
Die Blaskapelle Prittriching war mit einer kriegsbedingten Pause von 1940 bis 1946 bis in die Nachkriegszeit aktiv am Ortsgeschehen beteiligt; ab 1946 ging es weiter. Trotz weiterhin notwendigen Auftritten einer bayerischen Kapelle bei den verschiedensten Anlässen, konnte die Prittrichinger Blasmusik irgendwann keinen Nachwuchs mehr gewinnen und musste schließen, Kapellen aus Nachbarorten übernehmen die Aufgaben. Erst ab Herbst 1969 konnte mit Erfolg eine Neugründung veranlasst werden. Trugen die Prittrichinger Musiker nach der Neugründung zunächst noch Anzug, prägte spätestens seit den frühen 1980er Jahren die bayerische Tracht das Erscheinungsbild der Kapelle. Neben diversen Fernsehmitschnitten ist die Kapelle insbesondere durch mehrere Auftritte beim Trachten- und Schützenzug zu Beginn des Oktoberfestes – zuletzt 2016 – international bekannt geworden.

### 21. Jahrhundert
In den Jahren 2005/06 wurde am südwestlichen Ortsrand die dem heiligen Franz von Assisi geweihte Kapelle erbaut. Der gesamte Baukörper mit seinem ovalen Grundriss sowie die Ausstattung bestehen aus Kupfer. Natürliches Licht spenden die bullaugenartigen Fenster. Der Entwurf und die Errichtung der Kapelle, einschließlich ihrer Ausstattung wurden vom Stifter und Erbauer, dem Kreishandwerksmeister und Spenglermeister Franz Lanzinger senior aus Prittriching getragen.

### Eingemeindungen
Im Zuge der Gebietsreform in Bayern wurde am 1. Januar 1971 die Gemeinde Winkl eingegliedert.

### Einwohnerentwicklung im 20. und 21. Jahrhundert
Zwischen 1988 und 2018 wuchs die Gemeinde von 1886 auf 2496 um 610 Einwohner bzw. um 32,3 %.
Auf dem Gebiet der Gemeinde entwickelte sich die Bevölkerung folgendermaßen:
| Datum              | Einwohner | Quellenangabe |
| ------------------ | --------- | ------------- |
| 01. Dezember 1900  | 1101      |               |
| 16. Juni 1925      | 1166      |               |
| 17. Mai 1939       | 1219      |               |
| 13. September 1950 | 1717      |               |
| 06. Juni 1961      | 1390      |               |
| 27. Mai 1970       | 1499      |               |
| 25. Mai 1987       | 1863      |               |
| 31. Dezember 1991  | 1974      |               |
| 31. Dezember 1995  | 2215      |               |
| 10. März 1996      | 2107      | [ 86 ]        |
| 31. Dezember 2000  | 2279      |               |
| 31. Dezember 2005  | 2403      |               |
| 31. Dezember 2010  | 2418      |               |
| 09. Mai 2011       | 2417      |               |
| 31. Dezember 2015  | 2474      |               |
| 31. Dezember 2018  | 2496      |               |
| 31. Dezember 2019  | 2517      |               |
| 31. Dezember 2023  | 2672      |               |

## Politik

### Gemeinderat
Der Gemeinderat hat 14 Mitglieder:
| Jahr | Dorfgemeinschaft | Unabhängige Wählergemeinschaft | Wählergemeinschaft Winkl | gesamt | Wahlbeteiligung |
| ---- | ---------------- | ------------------------------ | ------------------------ | ------ | --------------- |
| 2002 | 9                | 4                              | 1                        | 14     | 73,6 %          |
| 2008 | 8                | 4                              | 2                        | 14     | 65,9 %          |
| 2014 | 7                | 4                              | 3                        | 14     | 64,9 %          |
| 2020 | 7                | 5                              | 2                        | 14     |                 |

### Bürgermeister
Erster Bürgermeister ist Alexander Ditsch (Dorfgemeinschaft). Er wurde im Jahr 2020 Nachfolger von Peter Ditsch (Dorfgemeinschaft).

### Gemeindefinanzen
Angaben in je 1000 €:
| Jahr | Bruttoausgaben | Gemeindesteuereinnahmen insgesamt | davon: Gewerbesteuer (netto) | Gewerbesteuerumlage | Verschuldung | Planmäßig geleisteter Schuldendienst | Finanzkraft |
| ---- | -------------- | --------------------------------- | ---------------------------- | ------------------- | ------------ | ------------------------------------ | ----------- |
| 2009 | 3865           | 1701                              | 465                          | 131                 | 1765         | 213                                  | 756         |
| 2010 | 4687           | 1707                              | 509                          | 158                 | 1624         | 210                                  | 894         |
| 2014 | 4301           | 2184                              | 713                          | 142                 | 2352         | 156                                  | 1056        |

### Wappen
| Wappen von Prittriching | Blasonierung: „Geteilt von Silber und Rot, belegt mit einem aus dem unteren Schildrand wachsenden silbernen Turm mit rotem Spitzdach und rot gedeckten Erkern.“ |
| Wappen von Prittriching | |

## Baudenkmäler
- Ehemaliges Pfarrhaus, erbaut 1905/06

## Wirtschaft und Infrastruktur

### Wirtschaft
Es gab 2009 nach der amtlichen Statistik im produzierenden Gewerbe 211 und im Bereich Handel und Verkehr 47 sozialversicherungspflichtig Beschäftigte am Arbeitsort. In sonstigen Wirtschaftsbereichen waren am Arbeitsort 39 Personen sozialversicherungspflichtig beschäftigt. Sozialversicherungspflichtig Beschäftigte am Wohnort gab es insgesamt 924. Im verarbeitenden Gewerbe gab es keine, im Bauhauptgewerbe sieben Betriebe. Im Jahr 2007 bestanden zudem 51 landwirtschaftliche Betriebe mit einer landwirtschaftlich genutzten Fläche von 1641 ha, davon waren 1420 ha Ackerfläche und 221 ha Dauergrünfläche. Im Ort befindet sich ein Warmfreibad.
Im Jahr 2022 erzielte Prittriching Einnahmen aus der Gewerbesteuer in Höhe von 1,73 Millionen Euro. Mit einem Gewerbesteuerhebesatz von 380 % liegt die Gemeinde unter dem durchschnittlichen Gewerbesteuerhebesatz Deutschlands. Dieser beträgt 407 % (Stand: 2023).

### Bildung
Im Jahr 2010 besaß die Gemeinde einen Kindergarten mit 103 Plätzen, der von 94 Kindern besucht wurde sowie eine Grundschule.

## Persönlichkeiten
- Johann Holzapfel (1678–1747), Maurermeister und Baumeister